# Herbert Panse
Herbert Panse (* 6. März 1914 in Dresden; † 19. August 1980) war ein deutscher Fußballspieler und -trainer.

## Spielerkarriere

### Vereine
Panse gehörte von 1933 bis 1946 und in der Saison 1947/48 dem Eimsbütteler TV an, für den er in seiner Premierensaison in der vom Norddeutschen Fußball-Verband organisierten Meisterschaft Punktspiele bestritt. Von 1933 bis 1942 spielte er in der Gauliga Nordmark, in einer von zunächst 16, später auf 23 aufgestockten Gauligen zur Zeit des Nationalsozialismus als einheitlich höchste Spielklasse im Deutschen Reich. Die Gauliga Nordmark schloss er drei Jahre in Folge als Meister ab, wie auch am Saisonende 1940 und 1942. 1938 gewann der Hamburger SV die Meisterschaft dank des besseren Torquotienten. Aufgrund der Erfolge nahm Panse auch an den jeweiligen Endrunden um die Deutsche Meisterschaft teil, in den er insgesamt 19 Spiele bestritt, jedoch frühzeitig mit seiner Mannschaft aus dem Wettbewerb ausschied. Im Tschammerpokal-Wettbewerb bestritt er in den Jahren 1935, 1936, 1937, 1939 und 1941 insgesamt sechs Spiele, in denen er vier Tore erzielte. 
Von 1942 bis 1945 kam er in der Gauliga Hamburg, in einer von drei regionalen Gauligen, bedingt durch die kriegsbedingte Aufteilung der Gauliga Nordmark, zum Einsatz. Im Frühjahr 1944 war Panse als Soldat der Wehrmacht Gastspieler in der Gauliga Generalgouvernement im besetzten Polen, er lief für die Mannschaft der deutschen Garnison in den Festungsanlagen des Warschauer Stadtteils Bemowo auf.  Einen Teil der Saison 1946/47 spielte er angeblich für den Eckernförder SV, bevor er zum Eimsbütteler TV zurückkehrte und zum Aufstieg in die Oberliga Nord 1948 beitrug. Die Saison 1948/49 absolvierte er für den Wuppertaler Stadtteilverein TSG Vohwinkel 80 in der seinerzeit erstklassigen Oberliga West und die Saison 1949/50 für die Spvgg Andernach in der Oberliga Südwest – als Spielertrainer.

### Auswahl-/Nationalmannschaft
Panse spielte während seiner Vereinszugehörigkeit zum Eimsbütteler TV einmal in der Auswahlmannschaft des Norddeutschen Fußball-Verbandes sowie mehrfach für den Sportgau Nordmark, für den er in Spielen um den Reichsbundpokal zum Einsatz kam. Am 3. März 1935 unterlag er in Hamburg der Auswahlmannschaft des Gaues Mitte im Halbfinale mit 2:4. Nachdem das am 27. Februar 1938 in Hamburg ausgetragene Halbfinale gegen die Auswahlmannschaft des Gaues Baden mit 3:0 gewonnen wurde, gewannen er und seine Mitspieler auch das am 6. März 1938 in Erfurt ausgetragene Finale gegen die Auswahlmannschaft des Gaues Südwest mit 3:1.
Sein einziges Länderspiel für die A-Nationalmannschaft bestritt er am 13. Oktober 1935 in Königsberg beim 3:0-Sieg über die Nationalmannschaft Lettlands und erzielte das Tor zum 2:0 in der 58. Minute.

## Erfolge
- Gaumeister Nordmark 1934, 1935, 1936, 1940, 1942
- Reichsbundpokal-Sieger 1938

## Trainerkarriere
Als Trainer betreute er 1950/51 (viell. 1949/50) den schleswig-holsteinischen Landesligisten Eckernförder SV sowie anschließend (oder überschneidend) Rasensport Harburg. In der Rückrunde der Saison 1951/52 betreute Panse den Oberligisten Lüneburger SK, der als Tabellenletzter in die 1. Amateurliga absteigen musste. Bereits zu Beginn derselben Saison hatte er 1951 den abgestiegenen Oberligisten Altona 93 übernommen, mit dem er den sofortigen Wiederaufstieg schaffte und den er auch von 1952 bis 1954 im Oberhaus trainierte. Es folgten zwei Jahre beim VfB Lübeck bis zu dessen Wiederaufstieg 1956. Spätere Stationen waren „sein“ Eimsbütteler TV (nach dessen Oberliga-Abstieg 1956) und der Harburger TB ab Ende März 1957.